# Senátní obvod č. 59 – Brno-město

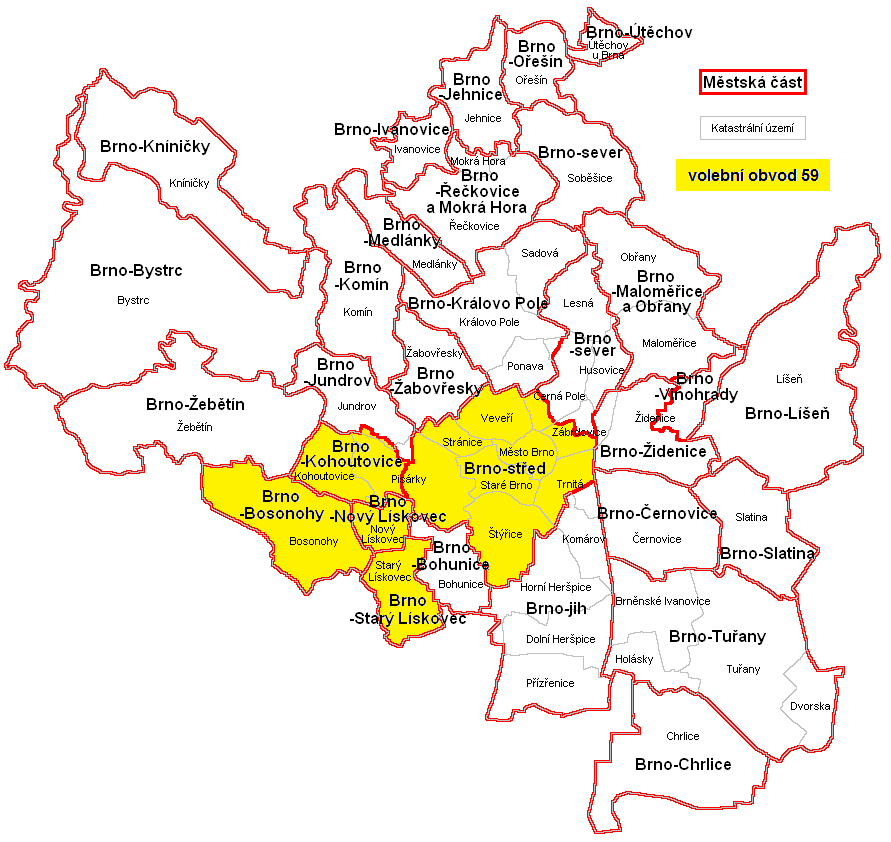
Senátní obvod č. 59 na mapě Brna

Senátní obvod č. 59 – Brno-město je dle zákona č. 247/1995 Sb. tvořen částí okresu Brno-město, konkrétně městskými částmi Brno-střed, Brno-Kohoutovice, Brno-Nový Lískovec, Brno-Starý Lískovec a Brno-Bosonohy.
Senátorem je od roku 2024 Břetislav Rychlík.

## Senátoři

Richard Salzmann
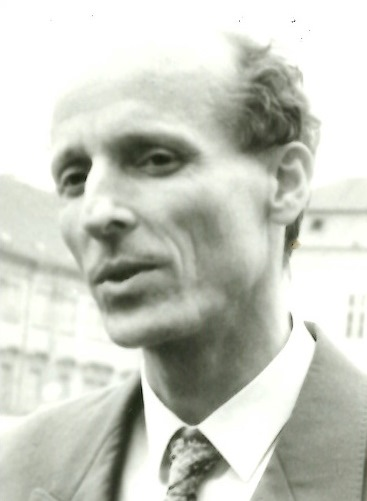
Milan Šimonovský
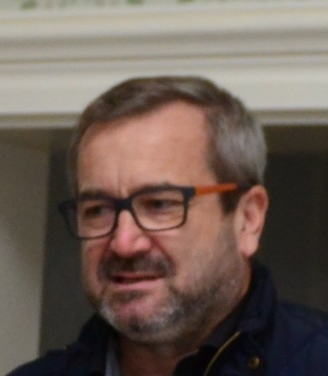
Richard Svoboda
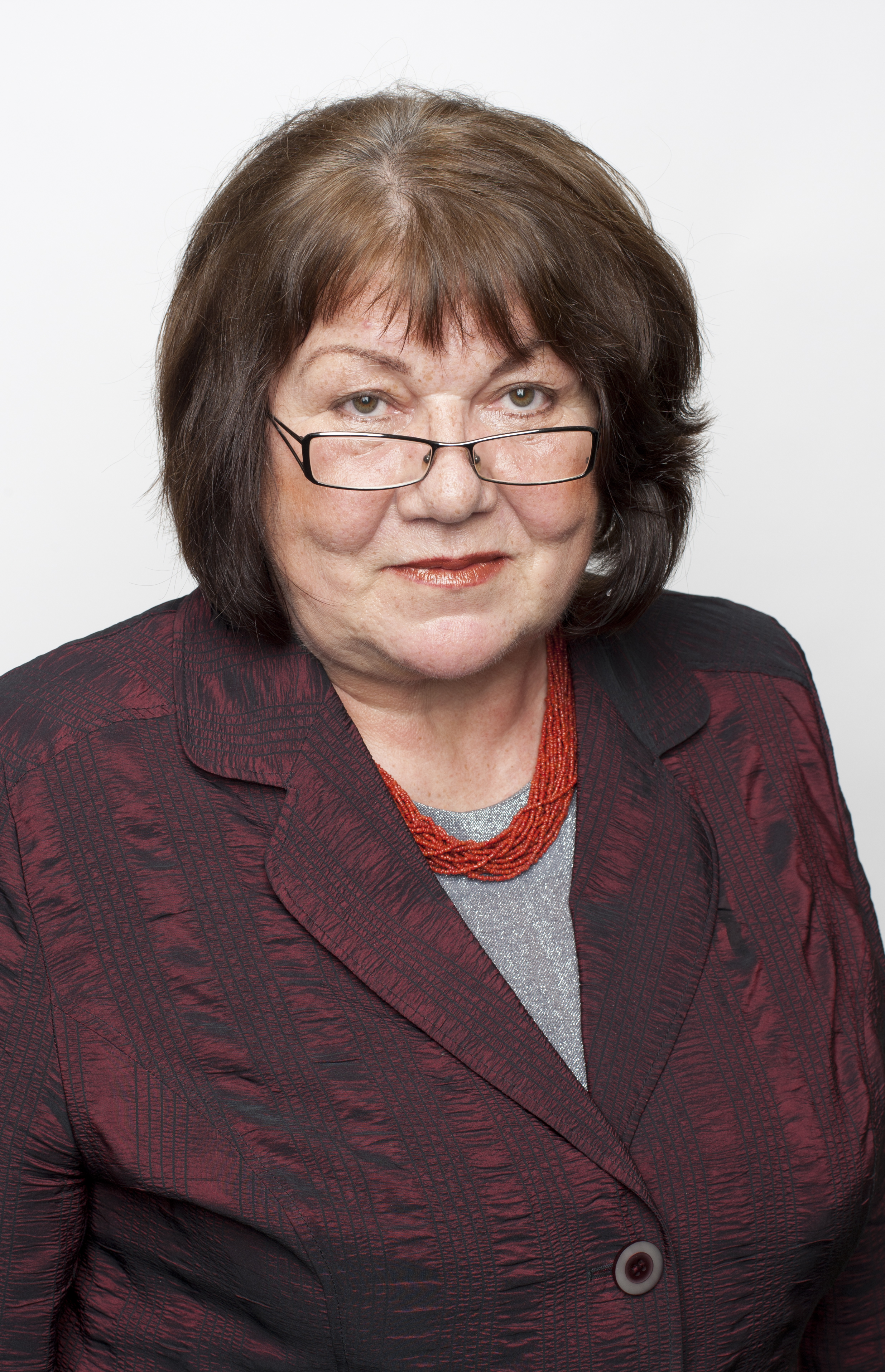
Eliška Wagnerová
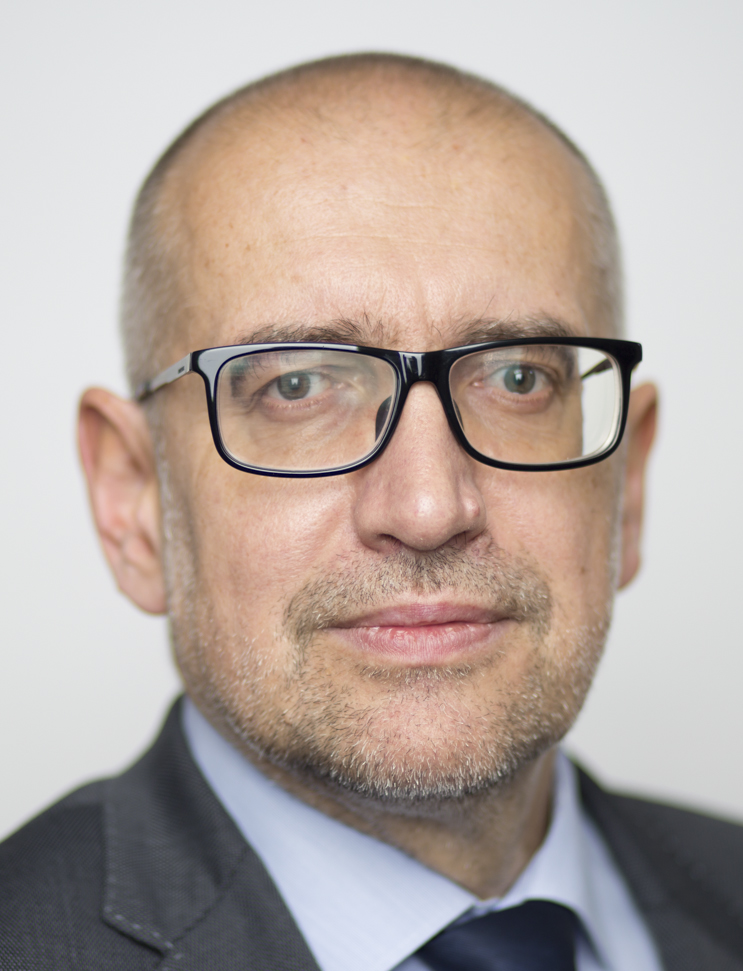
Mikuláš Bek
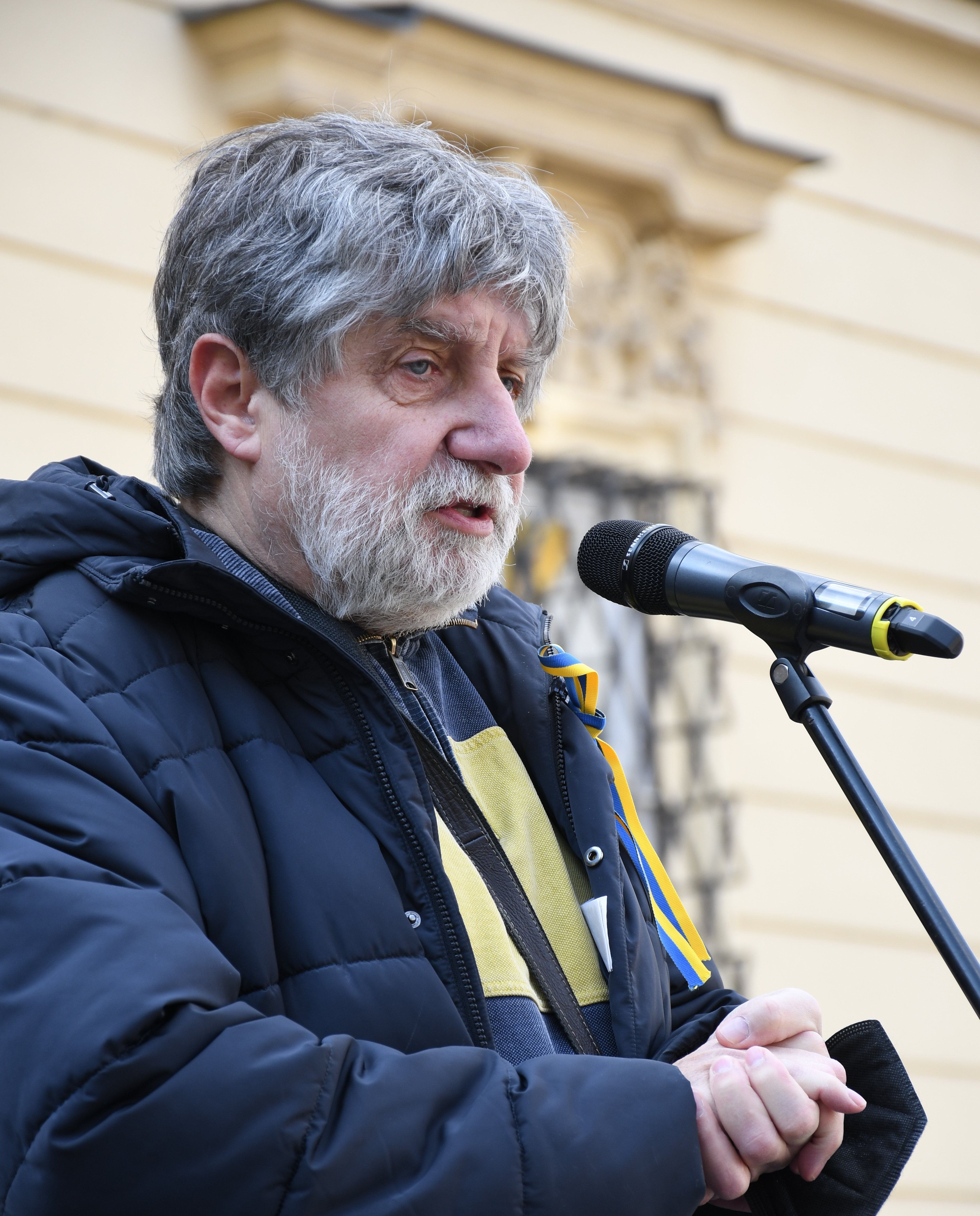
Břetislav Rychlík

| Volby | Volby | Senátor                       | Volební strana              | Navrhující strana | Politická příslušnost | Odkaz  |
| ----- | ----- | ----------------------------- | --------------------------- | ----------------- | --------------------- | ------ |
|       | 1996  | JUDr. Richard Salzmann        | ODS                         | ODS               | ODS                   | profil |
|       | 2000  | Ing. Milan Šimonovský         | 4KOALICE                    | KDU-ČSL           | KDU-ČSL               | profil |
|       | 2006  | PhDr. Richard Svoboda, MBA    | ODS                         | ODS               | ODS                   | profil |
|       | 2012  | JUDr. Eliška Wagnerová, Ph.D. | SZ                          | SZ                | BEZPP                 | profil |
|       | 2018  | doc. PhDr. Mikuláš Bek, Ph.D. | Zelení, ODS, STAN, TOP 09   | STAN              | BEZPP                 | profil |
|       | 2024  | doc. Břetislav Rychlík        | Zelení, ODS, Piráti, TOP 09 | TOP 09            | BEZPP                 |        |

## Výsledky voleb

### Rok 1996
| Kandidát | Kandidát                          | Volební strana | Navrhující strana | Politická příslušnost | Počet hlasů (1. kolo) | %     | Počet hlasů (2. kolo) | %     |
| -------- | --------------------------------- | -------------- | ----------------- | --------------------- | --------------------- | ----- | --------------------- | ----- |
|          | JUDr. Richard Salzmann            | ODS            | ODS               | ODS                   | 15 628                | 46,00 | 18 252                | 58,32 |
|          | prof. PhDr. Jaroslav Mezník, CSc. | ČSSD           | ČSSD              | ČSSD                  | 7 768                 | 22,68 | 13 045                | 41,68 |
|          | Mgr. Pavel Rubina                 | ODA            | ODA               | ODA                   | 4 283                 | 12,61 | —                     | —     |
|          | PaedDr. Anna Štofanová            | KSČM           | KSČM              | KSČM                  | 3 463                 | 10,19 | —                     | —     |
|          | Ing. Zdeněk Pospíchal             | SZ             | SZ                | SZ                    | 1 378                 | 4,06  | —                     | —     |
|          | Ing. Jiří Horák                   | NEZ            | NEZ               | BEZPP                 | 898                   | 2,64  | —                     | —     |
|          | PhDr. Petr Němec                  | MSLK_96        | MOR_SLEZ          | MNS                   | 558                   | 1,64  | —                     | —     |

### Rok 2000
| Kandidát | Kandidát                    | Volební strana | Navrhující strana | Politická příslušnost | Počet hlasů (1. kolo) | %     | Počet hlasů (2. kolo) | %     |
| -------- | --------------------------- | -------------- | ----------------- | --------------------- | --------------------- | ----- | --------------------- | ----- |
|          | Ing. Milan Šimonovský       | 4KOALICE       | KDU-ČSL           | KDU-ČSL               | 8 307                 | 27,49 | 11 745                | 65,01 |
|          | Ing. Jarmila Horová, CSc.   | ODS            | ODS               | ODS                   | 6 000                 | 19,85 | 6 174                 | 34,98 |
|          | RNDr. Vladimír Vetchý, CSc. | ČSSD           | ČSSD              | ČSSD                  | 5 236                 | 17,32 | —                     | —     |
|          | Ivo Vaněk                   | NK             | NK                | BEZPP                 | 4 884                 | 16,16 | —                     | —     |
|          | Ing. Pavel Březa            | KSČM           | KSČM              | KSČM                  | 3 539                 | 11,71 | —                     | —     |
|          | Karel Rada                  | NPM            | NPM               | BEZPP                 | 1 255                 | 4,15  | —                     | —     |
|          | PhDr. Pavel Fiľo, CSc.      | SŽJ            | SŽJ               | SŽJ                   | 372                   | 1,23  | —                     | —     |
|          | RNDr. Čestmír Hofhanzl      | SKS            | SKS               | SKS                   | 352                   | 1,16  | —                     | —     |
|          | Karol Schneider             | CAO            | CAO               | BEZPP                 | 273                   | 0,90  | —                     | —     |

### Rok 2006
| Kandidát | Kandidát                       | Volební strana | Navrhující strana | Politická příslušnost | Počet hlasů (1. kolo) | %     | Počet hlasů (2. kolo) | %     |
| -------- | ------------------------------ | -------------- | ----------------- | --------------------- | --------------------- | ----- | --------------------- | ----- |
|          | PhDr. Richard Svoboda, MBA     | ODS            | ODS               | ODS                   | 12 081                | 37,74 | 10 661                | 59,43 |
|          | Ing. Jiří Václavek             | ČSSD           | ČSSD              | ČSSD                  | 5 821                 | 18,18 | 7 277                 | 40,56 |
|          | RNDr. Mojmír Vlašín            | SZ             | SZ                | BEZPP                 | 5 341                 | 16,68 | —                     | —     |
|          | RNDr. Daniel Borecký, CSc.     | KSČM           | KSČM              | KSČM                  | 3 004                 | 9,38  | —                     | —     |
|          | Ing. Jan Holík                 | KDU-ČSL        | KDU-ČSL           | KDU-ČSL               | 2 919                 | 9,12  | —                     | —     |
|          | prof. MUDr. Rom Kostřica, CSc. | „21“           | „21“              | BEZPP                 | 2 018                 | 6,30  | —                     | —     |
|          | Mgr. Růžena Šalamonová         | NEZ/DEM        | NEZ/DEM           | NEZ/DEM               | 820                   | 2,56  | —                     | —     |

### Rok 2012
| Kandidát | Kandidát                                  | Volební strana | Navrhující strana | Politická příslušnost | Počet hlasů (1. kolo) | %     | Počet hlasů (2. kolo) | %     |
| -------- | ----------------------------------------- | -------------- | ----------------- | --------------------- | --------------------- | ----- | --------------------- | ----- |
|          | JUDr. Eliška Wagnerová, PhD.              | SZ             | SZ                | BEZPP                 | 7 396                 | 26,74 | 10 756                | 73,75 |
|          | Stanislava Slavíková                      | ČSSD           | ČSSD              | ČSSD                  | 4 788                 | 17,31 | 3 827                 | 26,24 |
|          | MUDr. Daniel Rychnovský                   | KDU-ČSL        | KDU-ČSL           | KDU-ČSL               | 4 018                 | 14,52 | —                     | —     |
|          | Mgr. Petr Kovač                           | SN             | SN                | BEZPP                 | 2 342                 | 8,46  | —                     | —     |
|          | prof. Ing. Karel Rais, CSc., MBA, dr.h.c. | TOP 09, STAN   | TOP 09            | BEZPP                 | 2 202                 | 7,96  | —                     | —     |
|          | PhDr. Richard Svoboda, MBA                | ODS            | ODS               | ODS                   | 2 116                 | 7,65  | —                     | —     |
|          | Martin Říha                               | KSČM           | KSČM              | KSČM                  | 2 115                 | 7,64  | —                     | —     |
|          | prof. MUDr. Rostislav Vyzula, CSc.        | ANO 2011       | ANO 2011          | BEZPP                 | 1 677                 | 6,06  | —                     | —     |
|          | Patrik Doležal                            | Piráti         | Piráti            | Piráti                | 855                   | 3,09  | —                     | —     |
|          | Ing. Viliam Záthurecký, Ph.D., MBA        | NÁR.SOC.       | NÁR.SOC.          | NÁR.SOC.              | 145                   | 0,52  | —                     | —     |

### Rok 2018
| Kandidát | Kandidát                                     | Volební strana            | Navrhující strana | Politická příslušnost | Počet hlasů (1. kolo) | %     | Počet hlasů (2. kolo) | %     |
| -------- | -------------------------------------------- | ------------------------- | ----------------- | --------------------- | --------------------- | ----- | --------------------- | ----- |
|          | doc. PhDr. Mikuláš Bek, Ph.D.                | Zelení, ODS, STAN, TOP 09 | STAN              | BEZPP                 | 11 241                | 38,17 | 8 815                 | 72,40 |
|          | Mgr. Jaromír Ostrý                           | ANO                       | ANO               | BEZPP                 | 5 508                 | 18,70 | 3 359                 | 27,59 |
|          | Mgr. Jan Špilar                              | KDU-ČSL                   | KDU-ČSL           | BEZPP                 | 5 222                 | 17,73 | —                     | —     |
|          | doc. Ing. arch. PhDr. Karel Schmeidler, CSc. | SPD                       | SPD               | BEZPP                 | 2 191                 | 7,44  | —                     | —     |
|          | Oldřich Duchoň                               | KSČM                      | KSČM              | KSČM                  | 1 430                 | 4,85  | —                     | —     |
|          | Bc. Pavel Kosorin                            | ČSSD                      | ČSSD              | BEZPP                 | 1 329                 | 4,51  | —                     | —     |
|          | Pavel Trčala, MA                             | MZH                       | MZH               | MZH                   | 960                   | 3,26  | —                     | —     |
|          | mjr. v. v. PhDr. Stanislav Balík             | APAČI 2017                | APAČI 2017        | BEZPP                 | 794                   | 2,69  | —                     | —     |
|          | Lucie Zajícová                               | Rozumní                   | Rozumní           | BEZPP                 | 390                   | 1,32  | —                     | —     |
|          | Petr Kováč                                   | RDS                       | RDS               | BEZPP                 | 216                   | 0,73  | —                     | —     |
|          | MgA. Emil Adamec                             | Monarchiste.cz            | Monarchiste.cz    | Monarchiste.cz        | 164                   | 0,55  | —                     | —     |

### Rok 2024
Ve volbách v roce 2024 již senátor a rovněž ministr školství, mládeže a tělovýchovy Mikuláš Bek neobhajoval svůj mandát. Mezi kandidáty na nového senátora byli realitní makléř Michal Janda ze Svobodných a režisér Břetislav Rychlík, který kandidoval jako nestraník navržený TOP 09 v koalici Zelených, ODS a Pirátů s podporou hnutí Fakt Brno a hnutí Idealisté. Za KDU-ČSL kandidovala poslankyně Marie Jílková. Kandidátem hnutí STAN byl podnikatel Libor Zabloudil. Za koalici složenou z hnutí ANO a ze SOCDEM kandidovala náměstkyně brněnské primátorky Karin Podivinská. O post senátora rovněž usiloval zastupitel města Brno a kandidát koalice SPD a Trikolora Tomáš Skřička. Za hnutí SOM kandidoval bývalý ředitel Gymnázia Matyáše Lercha Petr Kovač, který v tomto obvodu kandidoval již ve volbách v roce 2012.
V prvním kole vyhrál s 28,77 % hlasů Břetislav Rychlík. Do druhého kola s ním postoupila také Karin Podivinská, která obdržela 23,66 % hlasů.
Ve druhém kole vyhrál Břetislav Rychlík, který získal 67,80 % hlasů.
| Kandidát | Kandidát                       | Volební strana              | Navrhující strana | Politická příslušnost | Počet hlasů (1. kolo) | %     | Počet hlasů (2. kolo) | %     |
| -------- | ------------------------------ | --------------------------- | ----------------- | --------------------- | --------------------- | ----- | --------------------- | ----- |
|          | doc. Břetislav Rychlík         | Zelení, ODS, Piráti, TOP 09 | TOP 09            | BEZPP                 | 6 994                 | 28,77 | 8 754                 | 67,80 |
|          | Ing. Karin Podivinská          | SOCDEM, ANO                 | ANO               | ANO                   | 5 753                 | 23,66 | 4 157                 | 32,19 |
|          | Mgr. Marie Jílková             | KDU-ČSL                     | KDU-ČSL           | KDU-ČSL               | 4 639                 | 19,08 | —                     | —     |
|          | Mgr. Petr Kovač                | SOM                         | SOM               | BEZPP                 | 2 344                 | 9,64  | —                     | —     |
|          | doc. MUDr. Tomáš Skřička, CSc. | SPD, Trikolora              | SPD               | SPD                   | 2 334                 | 9,60  | —                     | —     |
|          | Libor Zabloudil                | STAN                        | STAN              | BEZPP                 | 1 870                 | 7,69  | —                     | —     |
|          | Michal Janda                   | Svobodní                    | Svobodní          | Svobodní              | 372                   | 1,53  | —                     | —     |

## Volební účast
|  | nejvyšší volební účast |  | nejnižší volební účast |

| Rok  | % (1. kolo) | % (2. kolo) |
| ---- | ----------- | ----------- |
| 1996 | 38,10       | 34,67       |
| 2000 | 34,99       | 19,56       |
| 2006 | 34,92       | 18,46       |
| 2012 | 30,32       | 14,85       |
| 2018 | 32,55       | 12,72       |
| 2024 | 25,76       | 13,29       |